# Kasiviswanathan Shanmugam

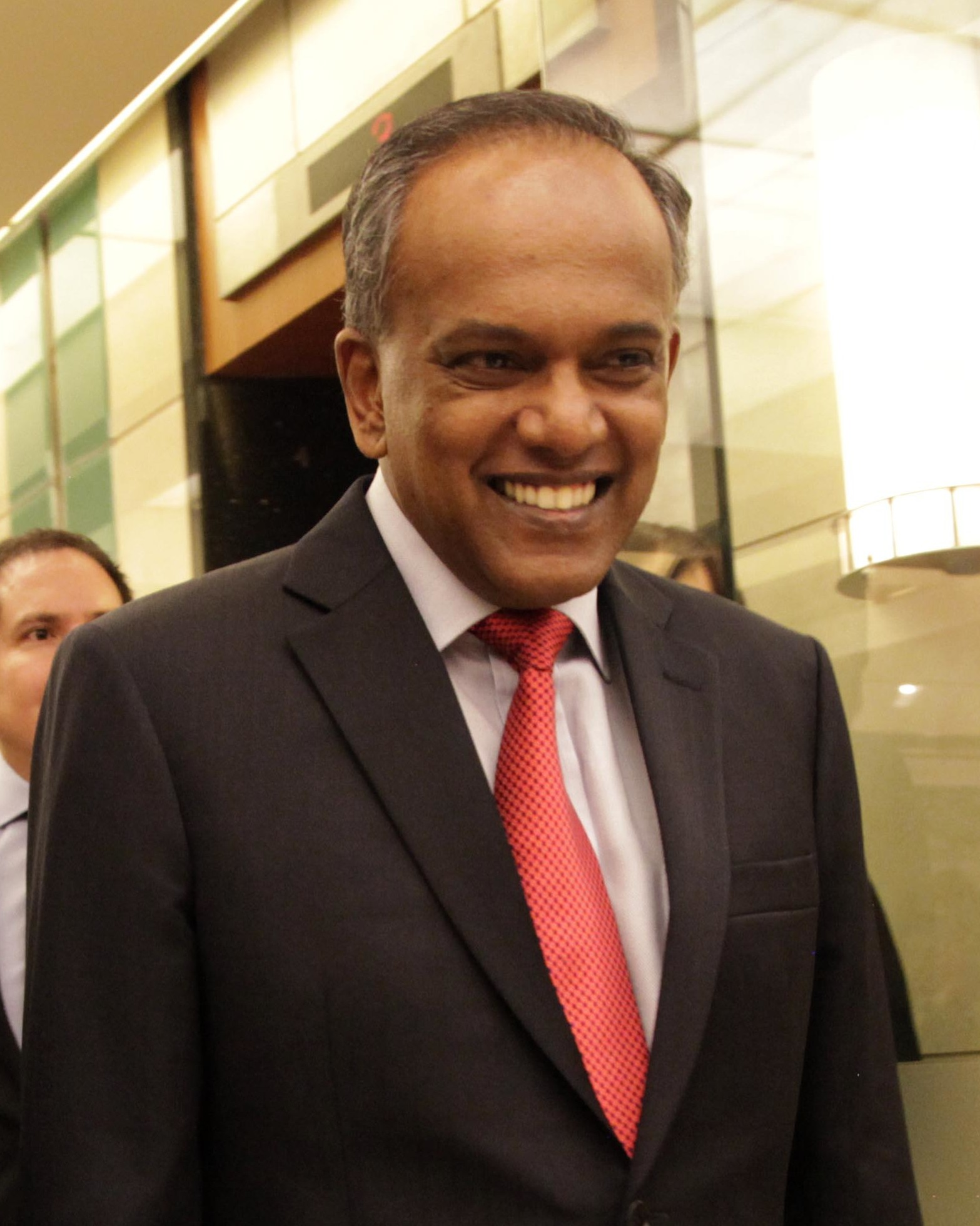
Kasiviswanathan Shanmugam

Kasiviswanathan Shanmugam (* 26. März 1959 in Singapur), besser bekannt als K. Shanmugam, ist ein singapurischer Politiker und ehemaliger Anwalt. Als Mitglied der Regierungspartei für Volksaktionen (PAP) ist er seit Mai 2008 Minister für Recht und seit Oktober 2015 Minister für Inneres. Zuvor war er für kurze Zeit von November 2010 bis Mai 2011 tätig der Außenminister von Mai 2011 bis September 2015. Er ist seit 1988 Abgeordneter des Parlaments und vertritt den Wahlkreis der Sembawang GRC (1988–2011) und den Wahlkreis der Nee Soon GRC (seit 2011) im Dienste des Chong Pang Ward in beiden Wahlkreisen.

## Ausbildung
Shanmugam wurde von 1972 bis 1977 an der Raffles Institution ausgebildet, bevor er an der Juristischen Fakultät der National University of Singapore Jura studierte, wo er an der Spitze seiner Klasse einen LL.B. abschloss (erstklassige Ehrungen) im Jahr 1984.

## Frühe Karriere
Nachdem Shanmugam 1985 als Anwalt und Anwalt in Singapur zugelassen worden war, wurde er als Senior Partner und Head of Litigation and Dispute Resolution bei der singapurischen Anwaltskanzlei Allen & Gledhill zugelassen.
Shanmugam hatte eine erfolgreiche Praxis und wurde in verschiedenen internationalen Publikationen als einer der besten Prozess-, Schieds- und Insolvenzanwälte in Asien anerkannt. Während seiner Privatpraxis übte er regelmäßig Gerichtsverfahren in wichtigen Unternehmens-, Handels- und Insolvenzstreitigkeiten für private und börsennotierte Unternehmen, große internationale und singapurische Bank- und Finanzinstitute, multinationale Unternehmen und Berufspraktiken aus.
Im Jahr 1998 wurde Shanmugam einer der jüngsten Anwälte, die im Alter von 38 Jahren zum Senior Counsel des Supreme Court ernannt wurden.

## Leben
Shanmugam diente als Abgeordneter und war bis 2008 als Anwalt tätig. Danach wurde er in das Kabinett berufen, um S. Jayakumar als Justizminister zu ersetzen. Er wurde bis 2010 zum zweiten Innenminister ernannt und trat 2010 die Nachfolge von Wong Kan Seng als Innenminister an.
Nach den Parlamentswahlen 2011 gab Shanmugam sein Mandat als Innenminister auf und wurde zum Außenminister ernannt, während er weiterhin als Rechtsminister fungierte. Seit 2015 wurde sein Posten zum Minister für Inneres und zum Minister für Recht zurückversetzt.
Nach Shanmugams Äußerungen zu Änderungen der Qualifikationskriterien für die gewählte Präsidentschaft Singapurs wurde er von dem ehemaligen Präsidentschaftskandidaten Tan Cheng Bock dafür kritisiert, dass er das Gesetzgebungsverfahren und den Ausschuss für Präsidentschaftswahlen, der über die Eignung von Kandidaten für die Präsidentschaftswahlen in Singapur entscheidet, vorweggenommen hatte.
Im Februar 2018 kündigte Shanmugam an, dass Singapur seine Gesetze gegen kriminelle Verstöße gegen das Vertrauen (CBT) ändern werde, um Bedenken auszuräumen, dass Geschäftsführer und leitende Angestellte von Wohltätigkeitsorganisationen weniger harte Höchststrafen für CBT-Straftaten als ihre Mitarbeiter erhalten würden.
Shanmugam war Mitglied des Select Committee on Deliberate Online Falsehoods, in dem er Simon Milner, den Vice President of Public Policy für den asiatisch-pazifischen Raum von Facebook, über den Missbrauch von Online-Daten durch Cambridge Analytica befragte.